# Césaire Villatte

Césaire Villatte auf einer Sammelmarke (um 1900) des Langenscheidt-Verlages

Leonhard Carl Conrad Christian Friedrich Césaire Villatte (* 13. Januar 1816 in Neustrelitz; † 12. Juni 1895 ebenda) war ein deutscher Romanist und Lexikograf.

## Leben und Werk

Vorsatzblatt zum Wörterbuch (1883)

Césaire Villatte war ein Sohn des namensgleichen französischen Vaters Césaire (Pierre) Villatte (1770–1846) und dessen Frau Christina (Wilhelmine Louise), geb. Schulz, Gutsbesitzertochter aus Varchentin. Der Vater war durch die Revolution nach Deutschland vertrieben worden. Ein älterer Bruder, August Wilhelm Alexander Villatte (* 1814), wirkte später als französischer Sprachlehrer in Schwerin.
Césaire bestand Michaelis (September) 1836 das Abitur am Gymnasium Carolinum (Neustrelitz). Er studierte in Berlin und war als Nachfolger seines Vaters von 1838 bis 1884 Sprachlehrer am Gymnasium Carolinum in seiner Heimatstadt. Daneben erteilte er 15 Jahre lang ab 1852 auch fakultativen Französischunterricht an der höheren Töchterschule Neustrelitz. Zusammen mit Karl Sachs, dem der Langenscheidt-Verlag das Projekt eines umfangreichen französisch-deutschen Wörterbuchs übertragen hatte, arbeitete Césaire Villatte zwischen 1863 und 1880 an einen der im deutschsprachigen Raum bedeutendsten zweisprachigen Wörterbücher mit, das im heutigen Großwörterbuch des Verlages weiterlebt und als „Sachs-Villatte“ bekannt ist. Im Nachbarort Alt-Strelitz wirkte der mit Villatte befreundete Lexikograph Daniel Sanders, der mit Eduard Muret am englisch-deutschen Wörterbuchprojekt des Langenscheidt-Verlags arbeitete, das unter dem Namen „Muret-Sanders“ bekannt wurde.
In der Zusammenarbeit mit Karl Sachs war Villatte insbesondere für die neueren Entwicklungen der französischen Sprache zuständig. Dies zeigen die Vorworte der verschiedenen Auflagen des Großwörterbuchs als auch insbesondere das „Parisismen“-Glossar. Hierunter verstand er die Eigenart des gesprochenen Französisch, in der damals in Paris geläufigen Varietät. Der Begriff ist ein Sammelbegriff, der die unklare Bezeichnung ‚Argot‘ für ein verachtetes (und zugleich bewundertes) sprachliches Register – heute spricht die Linguistik korrekterweise vom français non-conventionnel – im Sinne der statistischen Norm ablösen soll. Villatte profitierte nicht nur von verschiedenen Paris-Aufenthalten, sondern auch von dem Interesse der zeitgenössischen französischen Lexikographie am ‚Argot‘, das sich in mehreren Diktionären niederschlug. Dabei ist zu bedenken, dass – nicht zuletzt dank der Schriftsteller des Naturalismus (allen voran Zola) – die Sprache des (Pariser) Volkes immer stärker in der Lexikographie Aufnahme fand. In seinem zweisprachigen Wörterbuch hat Villatte versucht, den sog. französischen Substandard durch deutschen Substandard stilgerecht zu entsprechen. Als Sprachlehrer trieb ihn bei der Lexikographierung des gesprochenen ‚unkonventionellen‘ Französisch der Wunsch an, deutschsprachigen Lernern des Französischen die ‚echte‘ (gesprochene) Sprache der Franzosen verständlich zu machen.
Auf Grund seiner Verdienste wurde er von der philosophischen Fakultät der Universität Rostock unter Erlass der mündlichen Prüfung zum Dr. phil. promoviert. Das Haus Mecklenburg-Strelitz ernannte ihn am 2. Juli 1877 zum Professor und zeichnete ihn nach Vollendung des Werkes durch Verleihung des goldenen Verdienstkreuzes der Wendischen Krone aus.
Césaire Villatte war zweimal verheiratet: in erster Ehe heiratete er am 4. Oktober 1842 Georgine Maria Luise, geb. Rust (1824–1846), Tochter eines Neustrelitzer Distriktshusaren und Kammerlakaien. Die zweite Ehe ging er am 8. Dezember 1848 mit Julia Pauline Sophia, geb. Kortüm (* 1829) ein, einer Tochter des Neustrelitzer Arztes und Großherzoglichen Leibarztes Theodor Kortüm (1785–1858). Über Kinder aus diesen Ehen ist nichts bekannt.

## Werke

### Der Sachs/Villatte

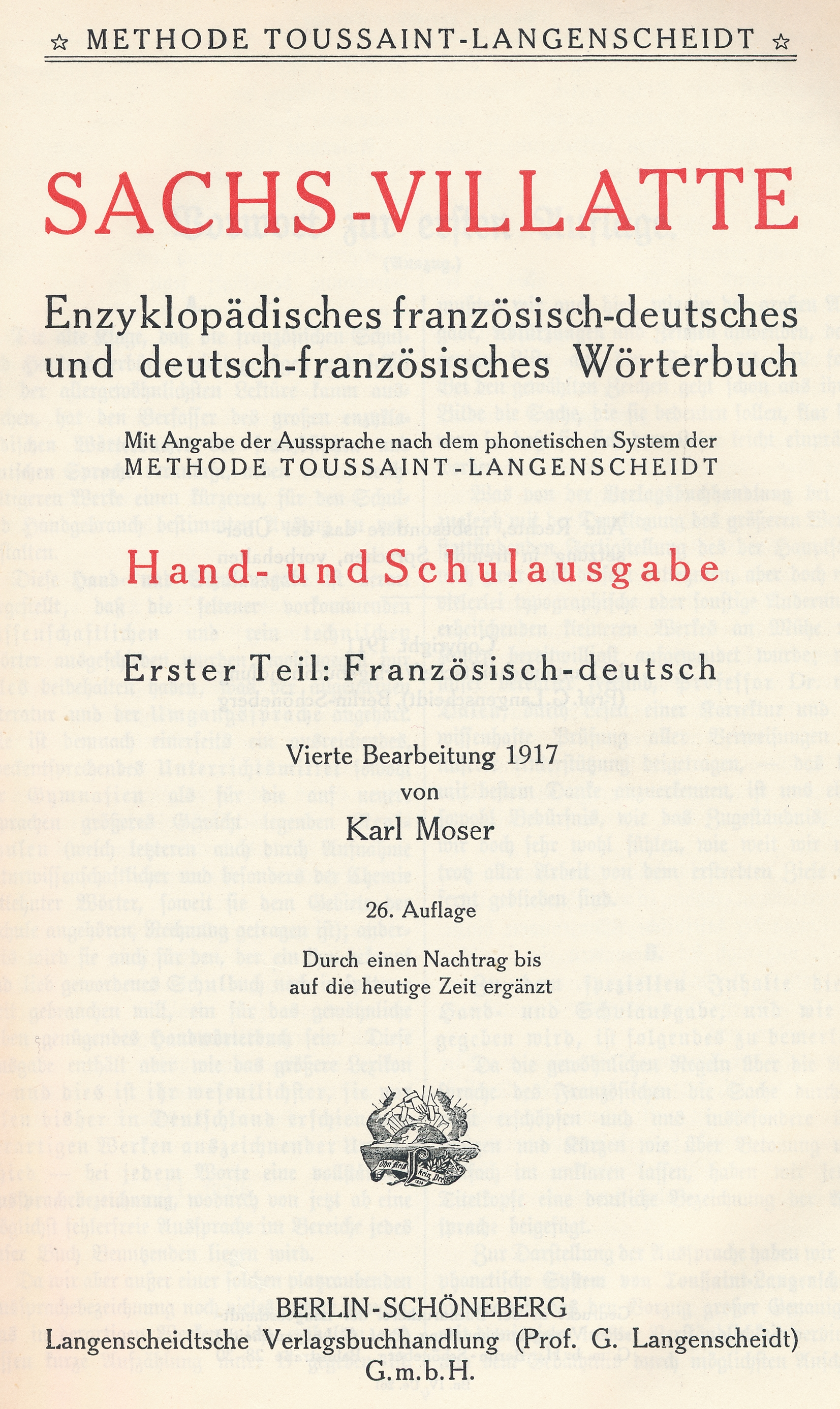
Titelseite des enzyklopädischen französisch-deutschen und deutsch-französischen Wörterbuchs Sachs-Villatte, Hand- und Schul-Ausgabe von 1917

- (mit Karl Sachs) Enzyklopädisches französisch-deutsches und deutsch-französisches Wörterbuch. Große Ausgabe. 2 Bände. Berlin 1869–1880 (40, 1630, 32, 2119 Seiten)
- (mit Karl Sachs) Französisch-deutsches und deutsch-französisches Wörterbuch. Hand- und Schul-Ausgabe. 2 Bände. Berlin 1873–1881 (56, 738, 908 Seiten, zahlreiche Auflagen); 4. Auflage, 1883 (Web-Ressource): 9. Aufl., 1894 (Web-Ressource)
- (mit Karl Sachs) Französisch-deutsches Supplement-Lexikon. Berlin 1894 (32, 329 Seiten; wurde späteren Auflagen des Encyklopädischen Wörterbuchs hinzugefügt) (Web-Ressource)
- Karl Sachs: Enzyklopädisches französisch-deutsches und deutsch-französisches Wörterbuch: Hand- und Schulausgabe. 2 Bände. Revidierte Ausgabe, 190.–199. Tausend, Berlin 1906 (Web-Ressource); 4. Aufl., neubearbeitet von Karl Moser. Berlin-Schöneberg 1911
- Langenscheidt Großwörterbuch Französisch Sachs-Villatte. 2 Bände. Französisch-Deutsch: 13. Auflage der Ausgabe 1979, ISBN 978-3-468-02151-0;  Deutsch-Französisch: 18. Auflage der Ausgabe 1968, ISBN 978-3-468-02156-5, Berlin (1079, 1109 Seiten).

### Weitere Wörterbücher
- Parisismen. Alphabetisch geordnete Sammlung der eigenartigen Ausdrucksweisen des Pariser Argot. Ein Supplement zu allen Französisch-Deutschen Wörterbüchern. Berlin 1884. 2. Auflage 1888 (Digitalisat), 9. Auflage 1912 (403 Seiten)
- Notwörterbuch der französischen und deutschen Sprache für Reise, Lektüre und Konversation. 3 Bände. Berlin 1884–1887